# Miguel de Elizaicin
Miguel de Elizaicin y España (Bertrán de Lis Samper) (Alicante, 28 de diciembre de 1855 - 21 de agosto de 1932) fue un militar español y alcalde de Alicante durante la dictadura de Primo de Rivera.

## Biografía

### Primeros años y formación

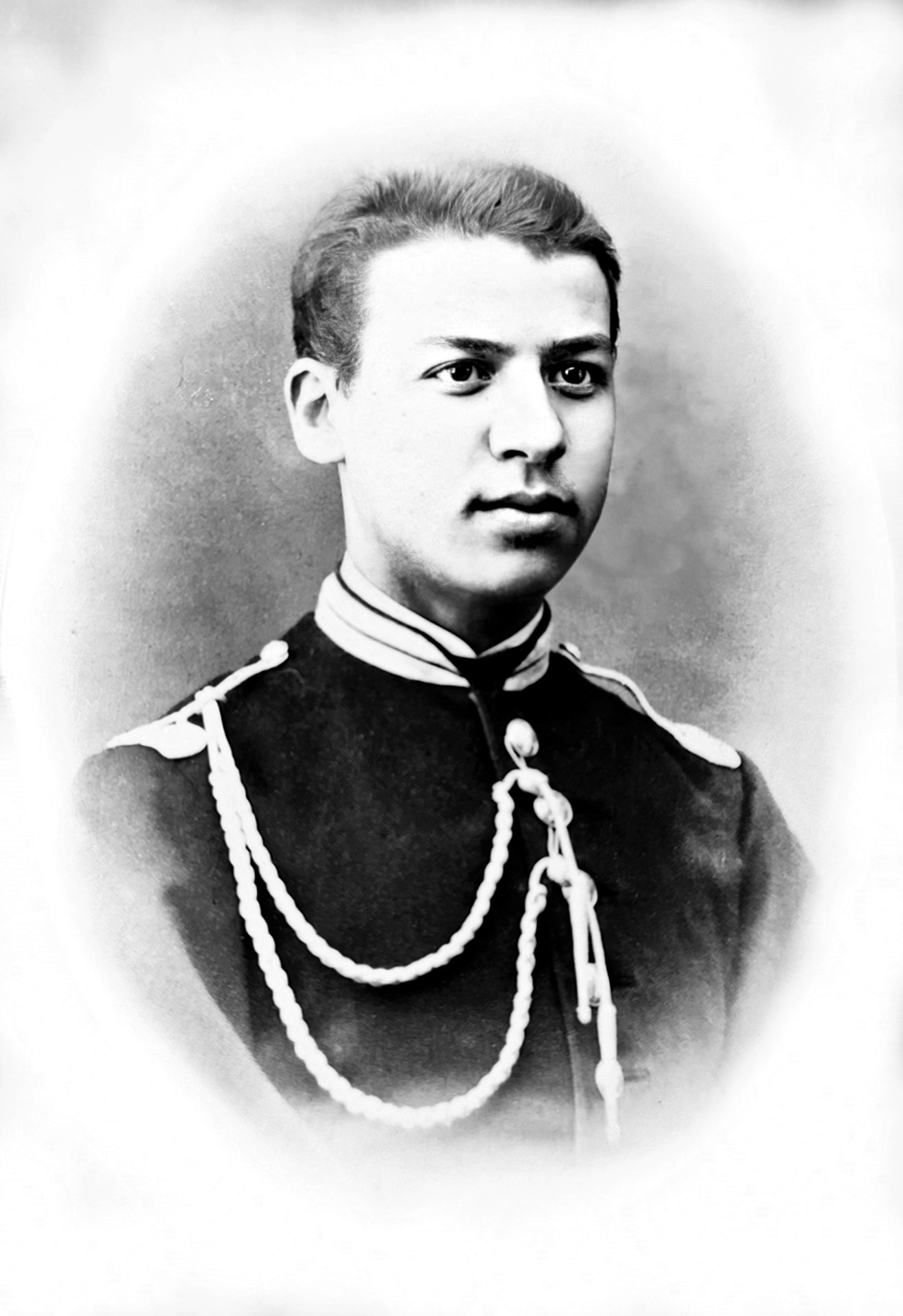
Miguel de Elizaicin cursando en el Colegio de Caballería, a los dieciséis años de edad.

Nació el 28 de diciembre de 1855. De noble familia alicantina, propietaria de viñas y la fábrica de yeso El Cisne. Hijo de Manuel de Elizaicin Bertrán de Lis y de María de la Asunción de España Samper. Sobrino nieto de Tomás de España Sotelo y hermano de Florentino de Elizaicin y España. Descendiente por línea paterna del infanzón Joanes de Elizaicin, señor de la casa de Elizaicina, que radicaba en el Valle de Arizcun. Por línea materna, desciende de Julián de España, nacido en el Valle del Roncal en 1632, descendiente de una de las ramas de los antiguos condes de Foix y Cominges y barón de Ramefort.
Estudió en el Instituto Provincial de Segunda Enseñanza, conocido actualmente como Instituto de Enseñanza Secundaria Jorge Juan. En agosto de 1872 ingresó en el Colegio de Caballería de Valladolid, ascendiendo a alférez terminados sus estudios a los 19 años, en diciembre de 1874.  

## Carrera militar
En enero de 1875, fue destinado a luchar en la tercera guerra carlista como alférez del Regimiento de Lanceros de Sagunto n.º 8. Con este regimiento salió en febrero del mismo año a operaciones en campaña contra las fracciones carlistas por el centro, encontrándose el día 12 en la acción de Huelva por la que se le concedió el grado de teniente y fue declarado dos veces Benemérito de la Patria; en la de Alcira, por la que obtuvo la Cruz Roja del Mérito Militar; en la de San Mateo  y en el Sitio de Cantavieja. En julio de 1875 se le trasladó a Cataluña y hasta abril de 1876, asistió a las acciones libradas en Sanahuja, Seo de Urgel y Tremp entre otras. En diciembre de 1876 pasó a formar parte del Ejército del Norte y combatió en Oteiza, Villatuerta, Montejurra y en la rendición de Estella, continuando en el mismo ejército hasta el fin de la guerra en marzo de 1876. Por su participación en estas acciones se le concedió el grado de capitán.  
Desde marzo de 1880 hasta junio de 1882 prestó sus servicios en la Comisión de Reserva de Alicante y luego se le destinó al Escuadrón de Cazadores de Mallorca.  En 1887 fue ayudante de campo del general Juan Salcedo, jefe de División de Valencia concurriendo con su general el día 3 de junio de 1888 a sofocar una sublevación que estalló en el antiguo Penal de San Agustín.  
Terminada la guerra, sirvió en varias guarniciones en Toledo y ejerció de profesor en la Escuela de Tiro de Caballería. Disuelta esta cuatro años después, obtuvo el cargo de secretario general del Certamen de Tiro en Madrid en 1889. 
Posteriormente, fue destinado a Melilla como teniente coronel, formando parte del ejército expedicionario de África a las órdenes del general Salcedo en diciembre de 1892. 
A su regreso de África sirvió de ayudante mayor del Regimiento Cazadores de María Cristina hasta su ascenso a comandante en jefe en enero de 1896, siendo destinado a mandar dos Escuadrones Cazadores de Treviño en Villanueva y Geltrú. En 1899 fue designado por el capitán general de Valencia para el cargo de delegado de su autoridad en la Comisión Mixta de Reclutamiento de Alicante. Desde abril de 1901 hasta mayo de 1906 fue delegado militar de la Junta provincial de Industria, Comercio y Ganadería. En 1903 organizó la Exposición Agrícola e Industrial de Alicante.   

En junio de 1906, se le confirmó en el cargo de ayudante de campo del general de la sexta división. En 1909 juró el cargo de gentilhombre de entrada ante el gobernador civil de la provincia Alfredo Paradela. 

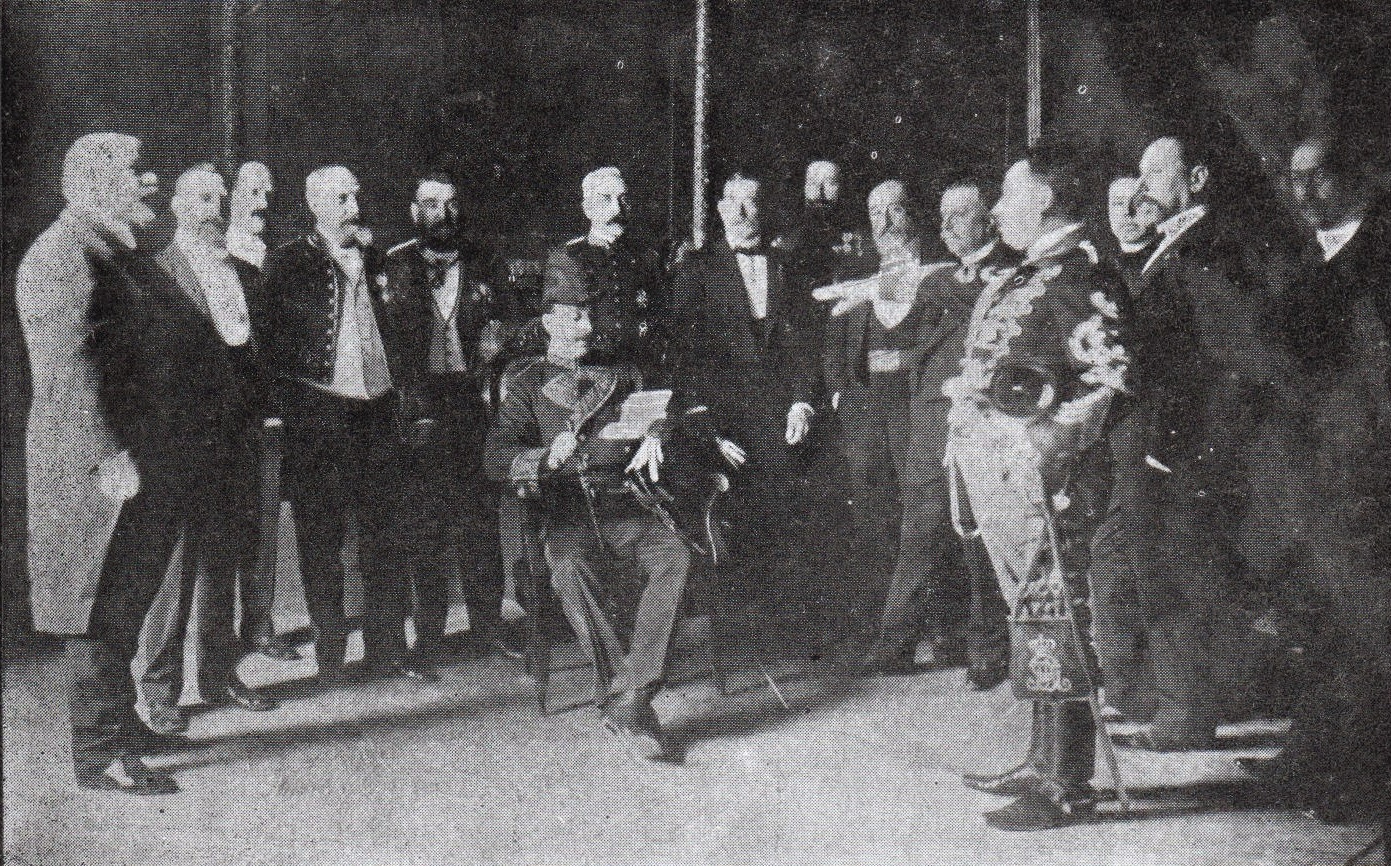
Miguel de Elizaicin jurando el cargo de gentilhombre ante el gobernador civil de la provincia Alfredo Paradela. Al extremo izquierdo su hermano Florentino.

En agosto de 1911 se le destinó al Regimiento de Caballería de Taxdirt, en el que prestó servicio de campaña en el territorio de la Comandancia de Melilla, mandando columnas. El 18 de enero de 1914 concurrió a la operación que dio por resultado la toma de Monte Arruit. Por sus servicios en Melilla se le concedió la Cruz Roja de Segunda Clase del Mérito Militar. Ascendió reglamentariamente a coronel en abril de 1912 y en agosto del mismo año se le confirmó el mando de dicho Regimiento de Cazadores de Taxdirt, el cual dirigió hasta abril de 1916. Dirigió diferentes reconocimientos y operaciones de Policía, con el mando de columnas; ejerció el mando de los territorios de Segangán y Zeluán. Se distinguió en los hechos de armas del 8 y 23 de junio de 1914 por la ocupación de diversas posiciones, concediéndosele la Cruz Roja de Tercera Clase del Mérito Militar. Por los trabajos que realizó en beneficio de las familias de los tripulantes muertos y heridos del cañonero General Concha, le fue otorgada la Cruz de Tercera Clase del Mérito Naval. Por real decreto de 22 de abril de 1916, se le ascendió al empleo de general de brigada. Destinado a la Península, se le nombró gobernador militar de la Plaza de Ciudad Rodrigo, cargo que desempeñó un año.

## Carrera política

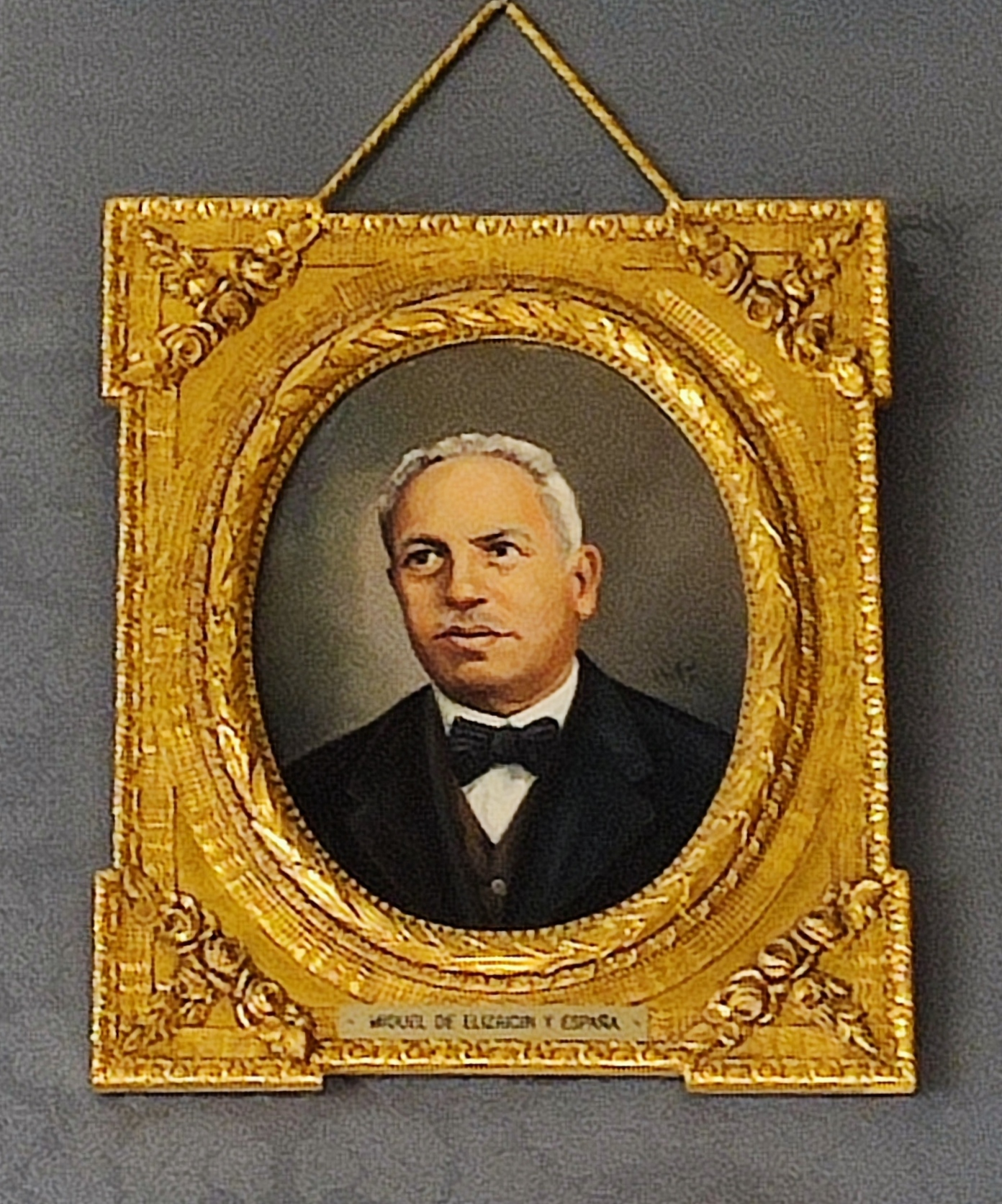
Retrato de Miguel de Elizaicin expuesto en el salón de alcaldes del Ayuntamiento de Alicante.

Políticamente era miembro del Partido Liberal Fusionista, por el que fue nombrado regidor del Ayuntamiento de Alicante en 1920. En 1922 apoyó la campaña de las Juntas Anticaciquistas y la política en el protectorado español de Marruecos de Niceto Alcalá-Zamora. El 1 de octubre de 1923 fue nombrado alcalde de Alicante por el ministro de guerra general Luis Bermúdez de Castro y Tomás y dejó el cargo tres meses después por motivos de salud.
Fue miembro de la Real Sociedad de Amigos del País, presidente de la sección alicantina de la Cruz Roja (desde la cual instauró la consulta médica gratuita), creador de la Sociedad Esperantista de Alicante, fundador de la sociedad El Fomento de las Artes y vicepresidente de la Cámara Agraria.  Propuso la creación del Museo Provincial de Alicante. También fue aficionado a la arqueología, miembro correspondiente de la Real Academia de la Historia y socio de Lo Rat Penat. En 1922 fue nombrado Hijo Predilecto de Alicante por su defensa de los lazos de unión entre Alicante y Valencia en los Juegos Florales de Lo Rat Penat y, en 1923, dirigente de la Liga de la Moralidad Pública.
En 1926 le dedicaron una calle en el Pla del Bon Repós. Poco antes de morir, en 1932, fue nombrado responsable de la Comisión Provincial de Monumentos.